# Everyday Is a Winding Road
Everyday Is a Winding Road è il secondo singolo della musicista americana Sheryl Crow estratto dall'album omonimo del 1996.

## Il brano
Si è classificato all'11º posto nella classifica Billboard Hot 100 negli Stati Uniti, al 12º posto nella Official Singles Chart nel Regno Unito e al 1º posto in Canada. Neil Finn il cantante dei Crowded House è ai cori mentre Paul Hester, altro membro del gruppo, ha dato l'ispirazione per il brano.

## Video
Nel video musicale del brano, diretto da Peggy Sirota e girato a New York in color seppia, si vede un aeroplanino che vola da una persona all'altra attraverso la città e Sheryl che canta su un'altalena.

## Tracce
CD singolo USA
1. Everyday Is a Winding Road (LP version) – 4:16 (S. Crow, J. Trott, B.MacLeod)
2. Sad Sad World (Non LP track) – 4:05 (S. Crow, J. Trott, B.MacLeod)
3. In Need (Non LP track) – 5:35 (S. Crow)
4. On the Outside (Live From Shepherd's Bush Empire) – 7:34 (S. Crow, J.Trott)

CD maxi singolo UK
1. Everyday Is a Winding Road (LP version) – 4:16 (S. Crow, J. Trott, B.MacLeod)
2. If It Makes You Happy (Live BBC Simon Mayo Session) – 5:06 (S. Crow, J. Trott)
3. All I Wanna Do (Live BBC Simon Mayo Session) – 4:30 (B. Bottrell, D. Bearwald, K. Gilbert, S. Crow, Wyn Cooper)
4. Run Baby Run (Live BBC Simon Mayo Session) – 5:53 (B. Bottrell, D. Bearwald, S.Crow)

CD maxi singolo UE
1. Everyday Is a Winding Road (LP version) – 4:16 (S. Crow, J. Trott, B.MacLeod)
2. Free Man (Non LP track) – 3:20 (S. Crow)
3. Run Baby Run (Live at Woodstock) – 5:26 (B. Bottrell, D. Bearwald, S.Crow)
4. Ordinary Morning (LP version) – 3:55 (S. Crow)

## Classifiche
Posizioni massime
| Classifica (1997)                         | Posizione massima |
| ----------------------------------------- | ----------------- |
| Stati Uniti                               | 11                |
| Stati Uniti (BillBoard Mainstream Top 40) | 4                 |
| Regno Unito                               | 12                |
| Canada (RPM)                              | 1                 |

Classifica di fine anno
| Classifica 1997                 | Posizione |
| ------------------------------- | --------- |
| Stati Uniti (Billboard Hot 100) | 60        |